# Chenôve
Chenôve je južno predmestje Dijona in občina v francoskem departmaju Côte-d'Or regije Burgundije. Leta 2007 je naselje imelo 15.063 prebivalcev.

## Geografija
Kraj leži v pokrajini Burgundiji 5 km jugozahodno od središča Dijona.

## Uprava
Chenôve je sedež istoimenskega kantona, v katerega so poleg njegove vključene še občine Longvic, Marsannay-la-Côte, Neuilly-lès-Dijon, Ouges in Perrigny-lès-Dijon s 26.414 prebivalci. Majhen del občine se nahaja v kantonu Dijon-4.
Kanton Chenôve je sestavni del okrožja Dijon.